# Memoirs of the life of John Constable
Memoirs of the life of John Constable è il titolo della biografia del pittore inglese John Constable scritta da Charles Robert Leslie, amico intimo dell’artista, pubblicata nel 1843. Il libro si basa su una raccolta di alcune delle lettere più significative che Constable ebbe a scambiare nel corso della sua vita con alcuni dei personaggi più in voga dell’epoca nel mondo dell’arte, quali pittori, collezionisti, lo stesso Leslie, e alcuni dei suoi amici e familiari. Si tratta di un’opera che rende a tutti gli effetti Leslie il primo biografo dell’artista, in grado di  fornire una visuale sulla maturazione personale e artistica del paesaggista inglese.
John Constable conobbe Charles Robert Leslie, un pittore statunitense che decise di trasferirsi in Inghilterra per cercare occasioni migliori da cogliere in campo artistico, nel 1817, con il quale, in seguito, strinse un legame profondo. Questa amicizia si rafforzò molto nel corso degli anni, a tal punto che i due intrapresero un intenso scambio di lettere, in particolare nel periodo che va dal 1830 alla morte di Constable, avvenuta  nel 1837.
Con la morte di Constable Leslie decise di raccogliere gran parte della corrispondenza epistolare dell’artista e pubblicarla in un libro, intitolato Memoirs of the life of John Constable. Il libro di Leslie è composto fondamentalmente da lettere, e, oltre ad esse, sono presenti dei commenti di Leslie alle stesse; commenti che riguardano la vita di Constable, la sua poetica artistica, le sue difficoltà ed ansie in un mondo artistico che non sembra essere pronto per le sue innovazioni.
Il libro Memoirs of the life of John Constable mette in luce alcune delle caratteristiche principali della personalità di Constable, fornendo inoltre degli spunti interessanti riguardanti la sua poetica artistica; è quindi utile per ricostruirne non solo la vita, la personalità, la prospettiva soggettiva, ma anche gli elementi che caratterizzarono la sua pittura, il modo in cui lui intendesse l’arte del suo tempo, rivelando la sua predisposizione per la rappresentazione della natura, in un periodo in cui l’immaginazione  caratterizzava le rappresentazioni pittoriche, e le profonde innovazioni da lui apportate nel mondo artistico.
Dalle lettere e dalla descrizione fornita, a tratti, da Leslie, si può intuire come Constable fosse una persona incline a numerosi sbalzi d’umore: talvolta cordiale, a volte scontroso, a volte ipocrita. In merito a quest’ultima caratteristica un esempio si può trovare in alcuni scritti dell’artista in cui è presente la sua opinione su Brighton. In una lettera scritta a John Fisher il 29 agosto del 1824 scrive: “Brighton è il ricettacolo dei ricchi e della feccia di Londra. La grande bellezza del suo mare e la sua eterna voce sono sommerse da fracasso e si perdono nel rumore delle diligenze, delle carrozze ecc. e la spiaggia è come Piccadilly portata al mare. Signore vestite e ‘svestite’- gentiluomini con abito e ciabatte al mattino- domestici – bambini- bambinaie, cani  (…). Tutto è mescolato insieme in una confusione indecente”. Una descrizione contrastante, invece, si trova nella Prefazione a “Paesaggio inglese”, in cui descrive Brighton con toni decisamente diversi: “Di Brighton e dei suoi dintorni, ora così famosi, basta dire che forse non c’è in Europa un altro luogo dove si trovano combinati così numerosi elementi, propizi alla salute e al piacere (…) uno dei più grandi, dei più splendidi e allegri luoghi del regno; il ritrovo di una moltitudine umana di ogni classe sociale”.
Il suo carattere, oltre al diverso modo di concepire l’arte, contribuì, in vita, in maniera determinante a renderlo una persona  solitaria, lontana dalla vita mondana e distante dai personaggi che avrebbero garantito la sua ascesa nel mondo artistico.
Il libro di Leslie è un’opera dalla quale traspare grande sentimento e che a causa della grande amicizia che lo scrittore aveva per Constable, non riesce, tuttavia, a dare pienamente conto della reale complessità della personalità dell’artista.

## Edizioni
- Charles Robert Leslie, Memoirs of the life of John Constable, Londra, Phaidon Press LTD.Londra, Phaidon Press LTD
  - John Constable d'après les souvenirs, Paris, H. Floury, 1905